# 盲公骰
盲公骰（one sided dice，又名單面骰子、光头骰、光头骰子），是一種博彩遊戲。
一如魚蝦蟹，過去香港人習慣會在假日節慶聚會中玩這遊戲（比如說春節），不過目前這遊戲似有式微的趨勢。

## 賭具
- 盲公骰所用道具非常特別，是一套6顆只有1面有點數的骰子（點數分別是由1〜6），骰子其餘5面空白。

## 人數
沒有明文規定參與遊戲的人數限制，不過以4-12人比較適合。

## 玩法
- 參加者得先議定賭注金額。金額通常是21或其倍數，事緣盲公骰能開出的最大點數為21點，在數學上，其機率為46656分之1。
- 假設以每點$1為賭注（1點：$1），則遊戲開始前，參加者得先每人付出$21作為彩池。
- 參加者沒有莊家閒家之分，每人輪流擲骰一次[1]（先後次序自議），如果擲出點數＜彩池剩餘金額，就可以在彩池中拿走相對的彩金（例：擲到10點就可以拿$10。）
- 如擲不出點數，即骰子所有空白面均向上（有人稱之為「無」、「光頭」、「盲晒」、「白果」），則不能在彩池裡取彩金[2]。
- 如果骰子擲出界（骰子跌出碗外），就要罰停一次[3]。
- 如果擲出點數＞彩池剩餘金額，則擲骰者須賠相距差額的彩金到彩池裡。比如說彩池只餘$2，但參加者擲到10點，則擲骰者要賠$8到彩池(10 − 2 = 8)。
- 如果擲出點數＝彩池剩餘金額，比如說彩池只剩$8，而又剛好擲到8點，那擲骰者除了可以全取彩池所有彩金外，其他參加者都要賠$8給那位幸運兒。
- 有些個別玩法會讓擲出21點者即時全取所有彩金（無論彩池剩餘金額為何），且其他參加者都要賠$21給那位幸運兒。
- 當彩池金額已被全取無餘，則該局遊戲即結束。

## 註解
1. ↑  傳統習慣，骰子會擲在一隻大湯碗內，如果是香港傳統舊式有雞有魚圖案的款式（港人俗稱「雞公碗」），則更具風味（不過這並非硬性規定）。
2. ↑  個別玩法會要擲出「光頭」者賠相對於1點的彩金到彩池裡。
3. ↑  個別玩法會要擲出界者賠相對於1點的彩金到彩池裡。

## 外部連結
- 盲公骰之玩法 （页面存档备份，存于）
- 〈盲公骰〉（〈公子日記〉森美，2012年1月26日星期四《星島日報》 （页面存档备份，存于）